# زرافه کلیمانجارو
زرافه کلیمانجارو (نام علمی: Giraffa camelopardalis tippelskirchi) نام یک زیرگونه از گونه زرافه است.

## نگارخانه

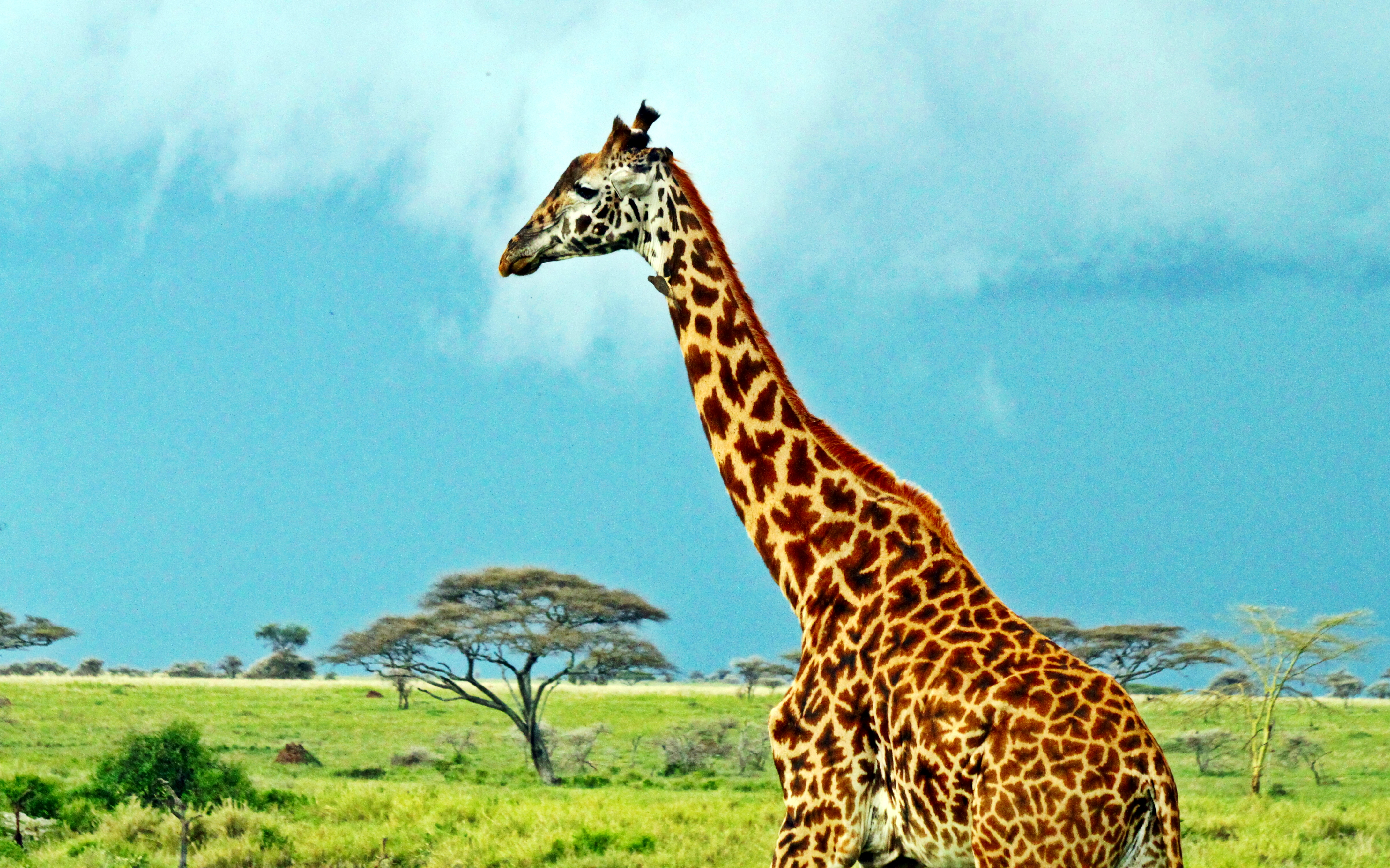
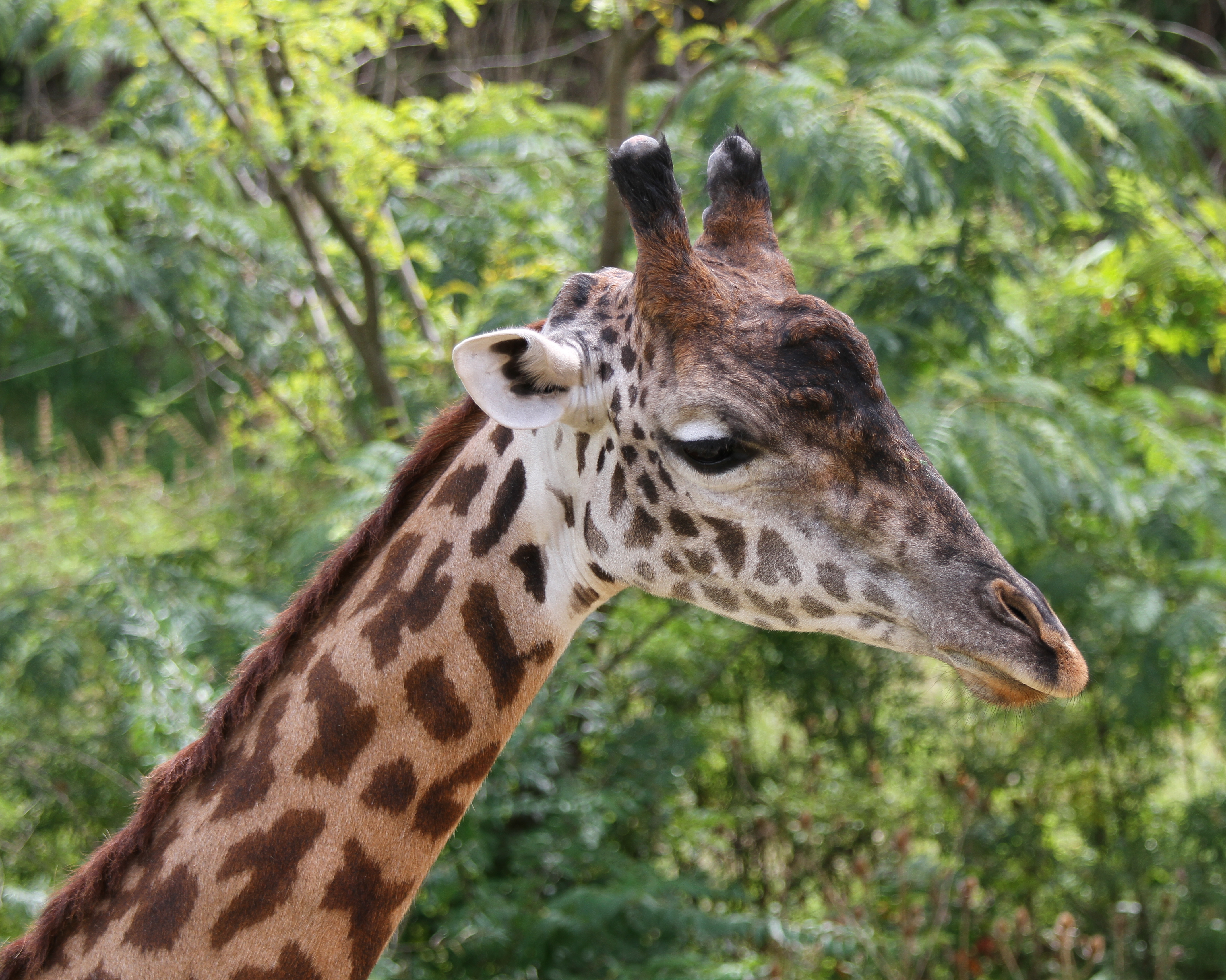
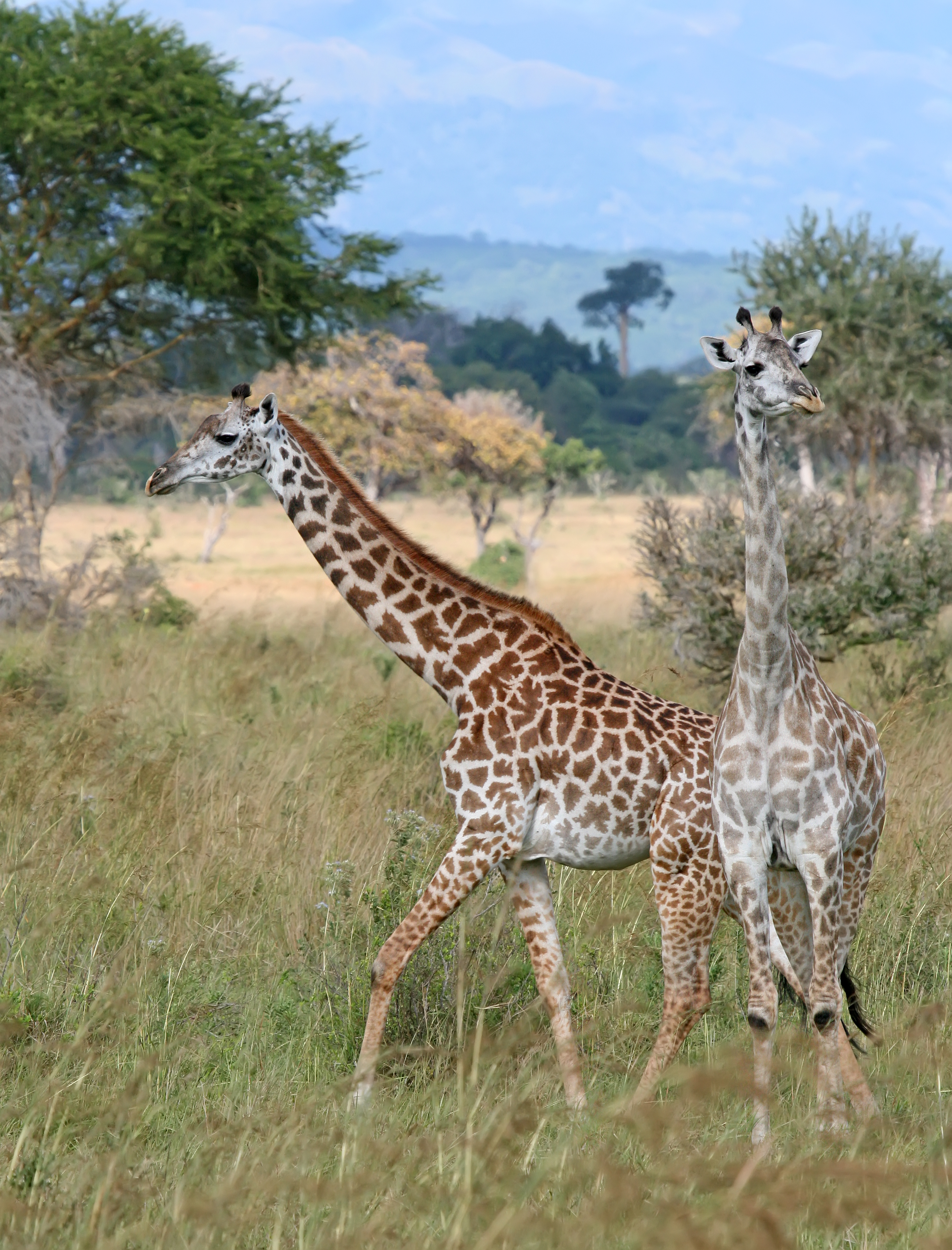